# اریستیلوس (دهانه)
اریستیلوس یک دهانه برخوردی در ماه است.

## دهانه‌های اقماری
این دهانه ۲ دهانه اقماری دارد.
| Aristillus | عرض جغرافیایی | طول جغرافیایی | قطر         |
| ---------- | ------------- | ------------- | ----------- |
| A          | ۳۳٫۶° N       | ۴٫۵° E        | ۵٫۰ کیلومتر |
| B          | ۳۴٫۸° N       | ۱٫۹° W        | ۸٫۰ کیلومتر |